# برايان أوستين
برايان أوستين (بالإنجليزية: Brian Austin)‏ هو سياسي أسترالي، ولد في 22 مارس 1943 في أستراليا. حزبياً، نشط في الحزب الوطني الأسترالي في كوينزلاند ‏. وقد انتخب عضو المجلس التشريعي ولاية كوينزلاند.